# Мисанс, Роберт
Роберт Мисанс (латыш. Roberts Misans; р. 1986 года, Добеле,  Латвия) — латвийский шашист (международные шашки), серебряный призёр командного чемпионата мира (2006, 2024), бронзовый призёр (2005) в составе сборной Латвии, чемпион мира и Европы среди кадетов, серебряный призёр чемпионата Европы 2010 и 2011 годов, бронзовый призёр 2005 года в блице, в командном блице (2014). Участник чемпионатов мира. FMJD-id - 10770

## Спортивные достижения

### Чемпионат Европы
- 2010 (2 место в блице)
- 2011 (2 место в блице)
- 2024 (22 место)[1]
- 2024 (4 место в рапиде)
- 2024 (12 место в блице)

## Семья
Женат на  Олесе Абдуллиной, российской шашистке. Имеет дочерей Мальвину и Алису. В 2024 году обе дочери выступали за сборную Латвии на командном чемпионате мира, заняв первое место и чемпионате Европы, где заняли 10 и 8 места, соответственно.